# A Tan Kapuja Buddhista Egyház
A Tan Kapuja Buddhista Egyház a magyarországi buddhizmus egyik hivatalos egyházi szervezete, amely képviseli a buddhizmus különböző ágait és a különféle buddhista hagyományokat (théraváda, mahájána és vadzsrajána) 1991 óta. Hátteret biztosít több hazai kisebb közösség működéséhez, valamint hozzá kapcsolódik több hazai buddhista oktatási intézmény is: A Tan Kapuja Buddhista Főiskola, A Tan Kapuja Buddhista Gimnázium.
Saját elvonulási központjai vannak Uszón, Mánfán és Bajnán. Az egyházi szervezet önerőből és más könyvkiadókkal együttműködve számos könyv, folyóirat, magazin és tájékoztató megjelentetéséhez járult hozzá.

## Története
A Tan Kapuja Buddhista Egyházat 1991. május 27-én alapította 108 tag a Török Pál utcai Művelődési Házban egy szertartás keretében. Az öt alapító közösség (az Átama – A Nyugati Tanítvány Nemes Tantrikus Köre, a Kvanum Zen Iskola, a Magyarországi Nyingmapa Közösség, a Mennyei Trón Öt Elem Rend és a TeKi KaGyü) megalakította az egyház legfelsőbb döntéshozó szervét, az egyházi tanácsot. Még ebben az évben bejegyzésre került hivatalosan is az egyház, és benyújtásra került a főiskola megalapításáról szóló iratokat is. Az egyház tulajdonába került az Úszó-patak partján található, ún. Uszó tanya. Ezzel egy időben összeállításra került a Szervezeti és Működési Szabályzat és a leendő iskola tanárait is meghívták és a főiskolai tananyagot összeállították. Ősszel a Magyar Közlönyben is megjelent A Tan Kapuja Buddhista Főiskola nyilvántartásba vétele. Október 3-án megkezdődött a tanítás a Keleti Károly utca 13-ban, a Független Jogász Fórum helyiségében.
1993-ban a Mokusho Zen Ház buddhista közösség is csatlakozott az egyházhoz. Myoken mester (Yvon Bec) az egyházi tanács tagja lett. Ezévben az szervezet megkapta a jelenlegi, Börzsöny utcai épületet – egy egykori IKV-ingatlant. Elkezdődtek a felújítási munkálatok, amelyek egészen 1994 nyaráig tartottak. A következő évben tizenegy végzős diáknak adták át az első végzős évfolyam diplomáit. 1998-ban, halála előtt egy évvel előadást tartott a Főiskolán dr. Hetényi Ernő, aki ezzel elhelyezte a pecsétet a főiskolai oktatáson. Hetényi egy nagyméretű Maitréja-szobrot adományozott az egyháznak azzal a céllal, hogy ápolják a Maitréja-kultuszt. Ez lett az intézmény egyik legfontosabb ünnepe, amelyet Maitréja-ünnepség néven minden évben a téli napfordulókor tartanak meg.
A 2000-es évek elején hivatalosan is elindult a főiskolán az esti/hétvégi képzés, a magyarországi nyingmapa közösség Ligmincha Magyarországra változtatta a nevét. Ekkor készült el a Börzsöny utcai épület felújítása, az udvar szertartásteremmé, templommá való átépítése, és a szertartásterem tetején elhelyezésre került a sztúpacsúcs, amelyet Namkhai Norbu Rinpocse avatott fel. Fontos lépésként az intézmény megalapította a Kis Tigris Gimnáziumot és Szakiskolát Alsószentmártonban. Később ebből lett A Tan Kapuja Buddhista Gimnázium. 2004-ben a buddhista Vipasszaná Társaság is csatlakozik az egyházhoz, két évvel később pedig megalakult a Dhammadípa – A Tan Szigete Közösség, amely 2013-ban kapcsolódott az egyházhoz. 2005-ben az egyház megvásárolt egy ingatlanegyüttest Mánfán, hogy később elvonulási központot hozzon létre.
Történések sorozatával indultak a 2010-es évek is. Az Egyház adományként megkapta az elvonulási központnak és kolostornak szánt bajnai ingatlant. Több buddhista közösség, többek közt A Tan Kapuja összefogásával és támogatásával ismét hazánkba látogatott Őszentsége, a 14. Dalai Láma. A következő évben a főiskola együttműködési megállapodást írt alá a legnagyobb thaiföldi buddhista egyetemmel (Mahácsulalongkornrádzsavidjalája Egyetem). 
2014-ben a Magyarországi Dzogcsen Közösség is csatlakozik az egyházhoz, és szeptember 22-én reggel 6 órakor megkezdte adását a Buddha FM, a magyarországi buddhizmus internetes rádiója.
2016-ban nyitotta meg kapuit a Mánfai Elvonulási Központ és Alkotótér (MEKA), egy évvel később pedig A Jungdrung Ten Gye Dü De Magyarországi Bönpo Közösség is csatlakozott az egyházhoz.

## Szabályai
Az egyház hitbéli alapelvei a buddhizmus alaptanításaival összhangban a mahájána tantételeire vezethetők vissza. Az egyház tagjainak feladata a történelmi Buddha dharma alapelveinek gyakorlati megvalósítása és hiteles közvetítése, a törekvők közössége, a szangha fenntartása és erősítése. Az egyház tagjai a buddhista tanítást kétféle – egymást nem kizáró – úton közelítik meg:
- A hagyományos mesterek által alapított iskolák a tan átadását a Buddháig vezetik vissza mester-tanítvány láncolaton keresztül, elméletben a szent iratokra, gyakorlatban a mester útmutatásaira támaszkodva.
- A nem hagyományos iskolák szellemi vezérelvüknek a felébredést és a Tant tekintik, és közvetlenül eme alapelvekből valósítják meg a megvilágosodást.

Az egyház tagjai a Tan szellemi megtapasztalására törekszenek. Ezt az egyház az azonos hitelvek követésén és a közös vallásgyakorlaton túl nem köti semmilyen kizárólagos formához. Az egyház által képviselt út a világban megjelenő megvilágosodott lény (bódhiszattva) útja, ennek megfelelően a megvalósítás középpontjában a bódhiszattva tíz tökéletességének elérése áll, amelyek az alábbiak:
1. Az örömteli adakozás tökéletessége.
2. A makulátlan erkölcs tökéletessége.
3. A fényt hozó türelem tökéletessége.
4. A sugárzó tetterő tökéletessége.
5. A rendíthetetlen elmélyedés tökéletessége.
6. A legfőbb bölcsesség tökéletessége.
7. A messzire ható jártasság tökéletessége.
8. A rendületlen odaadás tökéletessége.
9. A jól uralt erő tökéletessége.
10. A Tan átadásának tökéletessége.

E tíz tökéletesség megvalósítása – valamint hagyományos iskolák esetén felhatalmazott tanító jóváhagyása – révén válhat az egyház tagja a Tan (dharma) tanítójává, a mahájána buddhista tanítás és szemlélet felmutatójává, képviselőjévé. Az egyház nem végez térítő tevékenységet. E vallás képviselői a feléjük fordulók, magasabb emberi értékekre törekvők számára részvéttel és jóakarattal teli életmódjukkal, megismerésre és bölcsességre épülő tanításaikkal teszik hozzáférhetővé Sákjamuni Buddha tanait.
Az Egyház mind a théraváda, mind a mahájána Hármas Kosarát szent iratának tekinti.

## Hittan és erkölcstan oktatás
A Tan Kapuja Buddhista Egyházhoz kapcsolódó Tejút Pedagógiai Központ közreműködésével az egyház 2013 óta végez iskolai hittan és erkölcstan oktatást. 2002-ben kezdődtek a gyerekfoglalkozások és gyerektáborok. A 2018-ban kezdődő tanévben országszerte már 67 iskolában, 211 hittancsoportban, 590 diák vett részt buddhista hittanoktatásában 27 oktató közreműködésével.

## Internetes rádió
Az egyház tagjai 2014-ben létrehozták a Buddha FM internetes rádiót, amely annak ellenére, hogy elsősorban A Tan Kapuja Buddhista Egyházhoz kötődik, törekszik arra, hogy a rádió működésében minden hazai buddhista közösség részt vegyen, hogy hitelesen tudja képviselni a buddhizmus tanítását. A közösségek előtt teljes mértékben nyitott internetes rádió nem sugároz reklámokat.

## Külső hivatkozások

### Intézmények
- A Tan Kapuja Buddhista Főiskola
- A Tan Kapuja Buddhista Gimnázium
- A Tan Kapuja Buddhista Főiskola Szakkönyvtára
- Tejút Buddhista Pedagógia Központ – iskolai buddhista hittan és erkölcstan oktatás
- Buddha FM

### Közösségek
- A Nyugati Tanítvány Nemes Tantrikus Köre – Árja Tantra Mandala
- A Tan Kapuja Zen Közösség
- A Tan Szigete Közösség – Dhammadípaszangha
- Jungdrung Ten Gye Dü De Magyarországi Bönpo Közösség
- Ligmincha Magyarország Bön Buddhista Közösség
- Magyarországi Dzogcsen Közösség
- Mennyei Trón Öt Elem Rend (Tien Tai Wu Hsing)
- Mokusho Zen Ház
- Moralitás, Koncentráció, Bölcsesség – Buddhista Vipassana Alapítvány
- TeKi KaGyü

### A Tan Kapuja oktatási, kulturális és elvonulási központjai
- Bajna Oktatási, kulturális és Elvonulási központ
- Mánfa Oktatási, kulturális és Elvonulási központ
- Uszói Oktatási, kulturális és Elvonulási központ